# Yūji Katsuro
Yūji Katsuro (jap. 勝呂 裕司, Katsuro Yūji, * 7. Oktober 1949) ist ein ehemaliger japanischer Skisportler, der im Skispringen und in der Nordischen Kombination aktiv war.

## Werdegang
Sein internationales Debüt gab Katsuro als Nordischer Kombinierer bei den Olympischen Winterspielen 1972 in Sapporo. Im Einzel verpasste er nur knapp die Medaillenränge und wurde Fünfter. Ein Jahr später wechselte Katsuro vorübergehend zu den Spezialspringern und startete bei der Vierschanzentournee 1973/74 erstmals international. Jedoch bestritt er bei der Tournee nur das Neujahrsspringen auf der Großen Olympiaschanze in Garmisch-Partenkirchen. Mit Rang 59 verpasste er den Sprung auf einen vorderen Platz und erreichte damit auch nur Rang 97 der Gesamtwertung. Bei der folgenden Vierschanzentournee 1974/75 startete er erneut nicht bei allen Springen. Nachdem er das Springen in Oberstdorf ausließ, startete er in Garmisch-Partenkirchen und erreichte Platz 26. Auf der Bergiselschanze in Innsbruck erreichte er Platz 38, bevor er die Tournee mit Platz 27 auf der Paul-Außerleitner-Schanze in Bischofshofen beendete. In der Gesamtwertung reichte es mit 585,9 Punkten nur zu Platz 62.
Bei den Olympischen Winterspielen 1976 in Innsbruck startete Katsuro erneut in der Kombination. Im Einzel erreichte er dabei den 21. Platz.

## Erfolge

### Vierschanzentournee-Platzierungen
| Saison  | Platz | Punkte |
| ------- | ----- | ------ |
| 1973/74 | 97.   | 194,9  |
| 1974/75 | 62.   | 585,9  |